# Duguetia ruboides
Duguetia ruboides é uma espécie de magnólia. Isto foi descrito pela primeira vez por Paulus Johannes Maria Maas e He.  Duguetia ruboides pertence ao gênero Duguetia, e à família Annonaceae.